# Avea
Avea is een Turkse aanbieder van mobiele telefonie en is daarmee een van de drie gsm-operators in Turkije. Avea is in 2004 ontstaan na een fusie van Aycell en Aria. Aycell en Aria is in het Turks Aycell ve Aria. Avea heeft hier haar naam aan te danken: Aycell ve Aria.
De andere twee aanbieders van mobiele telefonie in Turkije zijn: Turkcell en Vodafone. Terwijl deze twee gsm-operators gebruikmaken van GSM-900-frequentie, maakt Avea gebruik van de GSM-1800-frequentie. In 2008 had Avea ruim 10 miljoen gebruikers, waarmee het marktaandeel van Avea ca. 16% is.
Avea is sinds 2004 sponsor van de drie grootste voetbalclubs van Turkije: Beşiktaş JK, Fenerbahçe SK en Trabzonspor SK.
Sinds eind januari 2016 wordt het Avea-merk niet langer gebruikt. Moedermaatschappij Türk Telekom gebruikt sindsdien één merk Türk Telekom voor al haar telecommunicatiediensten (mobiel, vast, internet).